# Coscinia intermedia
Coscinia intermedia är en fjärilsart som beskrevs av Arnold Spuler 1906. Coscinia intermedia ingår i släktet Coscinia och familjen björnspinnare. Inga underarter finns listade i Catalogue of Life.